# Делень (Нямц)
Делень, Делені (рум. Deleni) — село у повіті Нямц в Румунії. Входить до складу комуни Штефан-чел-Маре.
Село розташоване на відстані 287 км на північ від Бухареста, 14 км на північний схід від П'ятра-Нямца, 82 км на захід від Ясс.

## Населення
За даними перепису населення 2002 року у селі проживали 7 осіб, усі — румуни. Усі жителі села рідною мовою назвали румунську.